# Jordan Stolz
Jordan Stolz (West Bend, 21 de mayo de 2004) es un deportista estadounidense que compite en patinaje de velocidad sobre hielo.
Ganó una medalla de oro en el Campeonato Mundial de Patinaje de Velocidad sobre Hielo de 2024 y nueve medallas en el Campeonato Mundial de Patinaje de Velocidad sobre Hielo en Distancia Individual entre los años 2023 y 2025.

## Palmarés internacional
| Campeonato Mundial                         | Campeonato Mundial        | Campeonato Mundial | Campeonato Mundial    |
| Año                                        | Lugar                     | Medalla            | Prueba                |
| ------------------------------------------ | ------------------------- | ------------------ | --------------------- |
| 2024                                       | Inzell (Alemania)         | Medalla de oro     | Clasificación general |
| Campeonato Mundial en Distancia Individual |                           |                    |                       |
| Año                                        | Lugar                     | Medalla            | Prueba                |
| 2023                                       | Heerenveen (Países Bajos) | Medalla de oro     | 500 m                 |
| 2023                                       | Heerenveen (Países Bajos) | Medalla de oro     | 1000 m                |
| 2023                                       | Heerenveen (Países Bajos) | Medalla de oro     | 1500 m                |
| 2024                                       | Calgary (Canadá)          | Medalla de oro     | 500 m                 |
| 2024                                       | Calgary (Canadá)          | Medalla de oro     | 1000 m                |
| 2024                                       | Calgary (Canadá)          | Medalla de oro     | 1500 m                |
| 2025                                       | Hamar (Noruega)           | Medalla de plata   | 500 m                 |
| 2025                                       | Hamar (Noruega)           | Medalla de plata   | 1500 m                |
| 2025                                       | Hamar (Noruega)           | Medalla de bronce  | 1000 m                |